# Everart Vogel
Everart Vogel (en alemany Eberhard Vogel) (Düsseldorf, 1861 - 1934) fou un filòleg alemany que promocionà la literatura catalana els primers anys del segle xx.

## Biografia
Filòleg hispanòfil i sobretot catalanòfil, estudià filologia antiga i moderna en les Universitats de Bonn, Munster i Berlín. Per obtenir el grau de doctor, el 1886, escollí per a tema de la seva tesi Neucatalanische Studien (Estudis sobre el català modern). Va passar a Espanya i va romandre a Madrid des de 1887 fins al 1890; allà estudià l'idioma i la literatura i la civilització espanyoles, sent, a més, corresponsal de la Gaceta Popular de Colònia i traductor de la casa editorial d'Antonio Avilés. D'aquella època daten les seves versions espanyoles de les obres alemanyes La trata de negros; La historia de la Isglesia; El Socialismo, i la Vida de San Luis Gonzaga.
Després d'assistir al I Congrés Internacional de la Llengua Catalana del 1906 esdevingué un dels més fervents promotors de la literatura catalana. Bon amic de Mossèn Cinto, va traduir fragments de diversos dels seus poemes i va fer un estudi sobre la seva obra que es va publicar al Gottesmine. També traduí a l'alemany Solitud de Víctor Català, Sots feréstecs i Multituds de Casellas, Josafat de Prudenci Bertrana, Revolta de Pous i altres obres de Josep Falp i Plana i Marià Aguiló. Va portar als lectors alemanys Mossèn Josafat, Terra baixa i Maria Rosa d'Àngel Guimerà i proposà aquest escriptor pel premi Nobel de literatura. El seu Diccionari català-alemany i Alemany-català (Berlín, 1912) el primer entre aquestes llengües després del Vocabolari imprès per Joan Rosembach el 1502 a Perpinyà. Vogel presidí el 1912 els Jocs Florals celebrats a Barcelona. Va posar les obres modernistes en relació amb els russos Gorki, Tolstoi, Turguènev o Txèkhov i la literatura eslava.
A Alemanya s'habilità com a Privatdozent per poder ensenyar alemany, llatí, francès, anglès i espanyol en tots els Instituts de l'Imperi. Aconseguí la càtedra de filologia en la Universitat d'Aquisgrà, així com la de llengua espanyola en la Reial Politècnica de la mateixa ciutat.

## Obres
- Guia de Madrid,
- La Cuestión Romana , (1889)
- Cartas de Comercio, en castellano y portugués, (1895)
- Higiene pedagógica, (1905)
- Enseñanza del idioma francés según los métodos modernos, (1905)
- Alma, de Benito Pérez Galdós (1906)
- El Escándalo, de Pedro Antonio de Alarcón (1904)